# Futebol gaélico
O futebol irlandês (em irlandês Peil ou Caid), também chamado de futebol gaélico, é a forma de futebol mais jogada na Irlanda. É, junto com o hurling, o esporte mais popular do país.
Futebol Gaélico é jogado por times de 15 jogadores em gramado retangular com traves em forma de H localizadas no fim do campo. O objetivo principal é marcar gols,conduzindo a bola com chutes e socos. O time com maior pontuação no fim da partida ganha.
Jogadores podem avançar no campo com uma combinação de carregar a bola, "soloiar" (fazer uma embaixada e pegar a bola novamente), chutando, e passando a bola com os pés ou mãos para os companheiros de time.
Futebol Gaélico é um dos quatro jogos Gaélicos que promove a GAA (Associação Atlética Gaélica), a maior e mais popular organização na Irlanda. Ele tem regras rígidas sobre amadorismo e o principal evento do esporte é o inter-condade, o All-Ireland Football Final. Acredita-se que o jogo descende do antigo Futebol Irlandês, conhecido como caid que remete ao ano de 1537, no entanto o jogo moderno tomou forma em 1887.

## Regras

Diagrama de um campo de futebol Gaélico

### Campo
O gramado é retangular, mede 130 metros de comprimento e 90 de largura. Os traves tem forma de H com uma rede na seção inferior. As linhas são marcadas em distâncias de 13m, de 20m e de 45m de cada linha lateral.

### Duração
Os jogos de futebol gaélico duram 60 minutos, divididos em dois tempos de 30 minutos, com a exceção de alguns jogos que podem durar 70 minutos. Empates são decididos em prorrogações de 20 minutos.

### Times
Os times consistem de 15 jogadores (1 goalkeeper, 2 corner backs, 1 fullback, 3 half backs, 2 mid fielders, 3 half forwards, 2 corner forwards e 1 full forward) mais até 15 reservas, sendo que até 5 podem ser usados. Cada jogador é numerado de 1 a 15, começando pelo goleiro que possui vestimenta diferente.

### Posições
|                      |          |                |          |                     |
|                      |          | Goleiro        |          |                     |
|                      |          |                |          |                     |
|                      |          |                |          |                     |
| Right Corner Back    |          | Full Back      |          | Left Corner Back    |
|                      |          |                |          |                     |
|                      |          |                |          |                     |
| Right Half Back      |          | Centre Back    |          | Left Half Back      |
|                      |          |                |          |                     |
|                      |          |                |          |                     |
|                      | Midfield |                | Midfield |                     |
|                      |          |                |          |                     |
|                      |          |                |          |                     |
| Right Half Forward   |          | Centre Forward |          | Left Half Forward   |
|                      |          |                |          |                     |
|                      |          |                |          |                     |
| Right Corner Forward |          | Full Forward   |          | Left Corner Forward |
|                      |          |                |          |                     |
|                      |          |                |          |                     |

### A bola

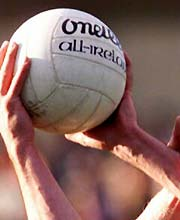
A bola, feita pela companhia irlandesa O'Neills, usada em partidas de futebol gaélico.

A bola é no formato redondo, feita de couro similar a uma bola de futebol, sendo mais pesada com costuras horizontais similar a uma bola de vôlei. Ela pode ser chutada ou esmurrada para o passe.

### Faltas
1. Abaixo, alguns atos que são considerados como faltas técnicas ("faltas com a bola"):

- Pegar a bola diretamente do chão usando apenas as mãos

- Arremessar a bola
- Andar quatro passos sem soltar a bola, fazê-la quicar ou fazer jogadas individuais. (Jogadas individuais envolvem esmurrar a bola pelo mesmo jogador duas vezes)
- Petecar a bola duas vezes
- Passar a bola sobre a cabeça de seu adversário e então dar a volta sobre ele e pegá-la do outro lado (como se fosse um "chapéu" do futebol)
- Lançar a bola para o gol (a bola pode ser esmurrada para o gol no ar, entretanto)

- Enquadrar a bola, uma rara regra controversa: se, no momento em que a bola entra na pequena área, e já há um jogador de ataque dentro dela, então um lance livre é apontado à favor da equipe que estava defendendo.
- Trocar de mão: levar a bola da mão direita para a esquerda ou vice-versa.

### Pontos
Se a bola passa sobre o travessão, um "ponto" é marcado e uma bandeira branca é erguida por um árbitro (chamado de umpire). Se a bola passa por baixo do travessão, um "gol", que vale três pontos, é marcado, e uma bandeira verde é erguida por um umpire. O gol é defendido por um goleiro. Pontos são marcados no formato {total de gols}-{total de pontos}. Por exemplo, a partida de 1991 All-Ireland semi-final terminou: Meath 0-15 Roscommon 1-11. Desta forma, Meath venceu por "quinze pontos contra um gol-onze pontos" (1-11 totalizando 14 pontos do Roscommon).

### Roubadas de bola
O nível de roubadas de bola permitido é mais duro do que no futebol association, mas menos duro do que no rugby. A regra da roubada de bola tem sido criticada por ser muito vaga.
Jogo de corpo e tirar a bola das mãos do oponente utilizando a palma da mão aberta é permitido, mas as ações seguintes são todas faltosas:
- usar as duas mãos para roubar a bola
- empurrar um adversário
- acertar um adversário
- puxar um adversário pela camisa
- bloquear um chute com os pés
- carrinhos
- passadas de perna
- tocar no goleiro quando ele estiver dentro da pequena área
- segurar a bola nas mãos do adversário

### Recomeçando a partida
- Uma partida começa com o árbitro lançando a bola para o alto entre os quatro meio-campos.
- Após um atacante ter jogado a bola para fora, o goleiro deve cobrar um "tiro de meta" no chão dentro da pequena área. Todos os jogadores devem ficar atrás da linha dos vinte metros.
- Após um atacante ter marcado um ponto, o goleiro deve cobrar um "tiro de meta" no chão na linha dos vinte metros. Todos os jogadores devem estar atrás da linha dos vinte metros e fora do semi-círculo.
- Após um defensor ter colocalo a bola para fora na linha de fundo, um atacante deve cobrar um "45" no chão sobre a linha dos quarenta e cinco metros do lado em que a bola saiu.
- Após um jogador ter colocado a bola pela linha lateral, o outro time deve cobrar um "lateral" no lugar onde a bola saiu. O "lateral" pode ser cobrado com os pés ou com as mãos.
- Após um jogador ter cometido uma falta, o outro time deve cobrar um tiro livre no lugar onde a falta foi cometida. Pode ser cobrado com os pés ou com as mãos.
- Após um defensor ter cometido uma falta dentro da grande área, o outro time deve cobrar um pênalti no chão no centro da linha dos treze metros. Somente o goleiro pode defender os gols.
- Se muitos jogadores estão disputando a bola e a jogada não for clara sobre quem estava com a posse da bola primeiro, o árbitro pode optar por atirar a bola para o alto entre dois jogadores adversários.

### Árbitros
Uma partida de futebol gaélico é acompanhada por oito árbitros
- O árbitro central
- Dois bandeirinhas
- Árbitro lateral/Árbitro reserva(somente em jogos internacionais)
- Quatro "umpires" (dois para cada linha de fundo)

O árbitro central é responsável por começar e parar o jogo; marcar os pontos; marcar faltas e advertir e expulsar jogadores.
Bandeirinhas são responsáveis por apontar a direção dos laterais para o árbitro central.
O quarto árbitro é responsável por supervisionar substituições, e também indicar o tempo extra (mostrado para ele pelo árbitro central) e os jogadores substituídos usando um mostrador eletrônico.
Os umpires são responsáveis por julgar os pontos. Eles indicam para o árbitro central se um chute foi: fora (balançam ambos os braços), uma cobrança de 45m (levantam um braço), um ponto (levantam uma bandeira branca), uma bola enquadrada (cruzam os braços) ou um gol (levantam uma bandeira verde).
Todos os árbitros são também requisitados para indicar ao árbitro central, jogadas faltosas ou má condutas de jogadores, mas infelizmente essa é uma ocorrência rara. O árbitro central pode anular qualquer decisão de um bandeirinha ou de um umpire.
Insatisfação com os árbitros é comum no Futebol Gaélico. Árbitros são geralmente criticados por indulgência e inconsistência (particularmente por julgar as regras da  "enquadrada", expulsar jogadores, e discordância), não ver faltas, e aumentar o tempo extra no final dos jogos (dizem ser a esperança do time perdedor conseguir um empate). Uma comum (mas falsa) lenda urbana conta sobre um árbitro que foi trancado no porta-malas de um carro após um jogo Wicklow  por jogadores insatisfeitos.